# Jacques Coq
Pour les articles homonymes, voir Coq (homonymie).
Pas d'image ? Cliquez ici

a Compétitions nationales et continentales officielles uniquement.

Jacques Coq, né le 23 juillet 1950 à Brive-la-Gaillarde, est un joueur français de rugby à XV.

## Biographie
Fils d'Yves Coq, il ne connait dans sa carrière qu'un seul club, le CA Brive.
Avec 1,76 m pour 76 kg, son poste de prédilection était trois-quarts centre et c'est à ce poste qu'il intègre l'équipe première le 4 octobre 1970 face au SC Graulhet.
S'il n'est pas dans l'équipe de la finale de 1972 il est au centre de la ligne d'attaque lors de la finale en 1975.
Il raccroche les crampons en 1981, à 31 ans, après avoir porté le maillot noir et blanc 102 fois et marqué 30 essais en championnat.
Il ne quitte toutefois pas le club et assure la préparation physique des joueurs.

## Carrière de joueur

### En club
- 1975-1983 : CA Brive

## Palmarès
- International Universitaire

### En club
- Vice-champion de France en 1975 avec le CA Brive.